# Kapellbrücke
Kapellbrücke är en övertäckt gångbro av trä över floden Reuss i Luzern i Schweiz.
Bron byggdes år 1333 och dekorerades
på 1600-talet med målningar som beskrev landets historia. Den förbinder stadens två delar och är en av de äldsta träbroarna i Europa.
Målningarna förstördes efterhand och restaurerades flera gånger, bland annat av den katolska målaren Hans Heinrisch Wägmann på 1700-talet, och år 1726 tvingades man att anställa en vakt för att få slut på vandaliseringen.

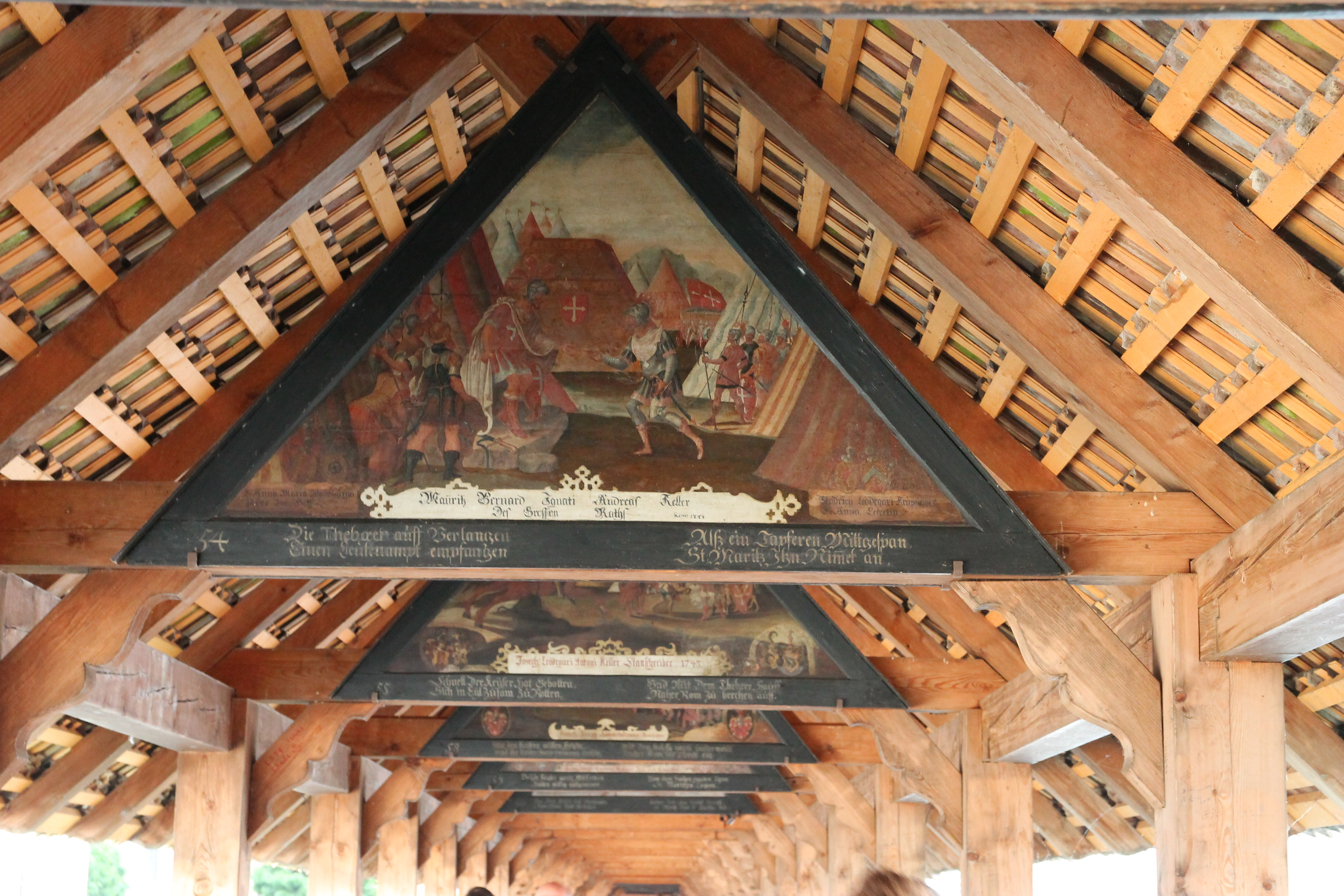
Målningar på bron efter branden.

Bron förstördes nästan helt i en brand den 18 augusti 1993 men byggdes upp igen på bara åtta månader. Av de ursprungligen 158 målningarna på bron, varav 147 hade bevarats till vår tid, lyckades man att rädda trettio.